# Giovanni Filippo de Marini
Giovanni Filippo de Marini (1608–1682) là một linh mục Dòng Tên người Ý truyền giáo tại Việt Nam, còn được biết đến vì những ghi chép có giá trị về các nước Viễn Đông.

## Tiểu sử
De Marini sinh năm 1608 tại Taggia, vùng Liguria, nước Ý. Ông nhập học trường Thánh Andrea của Dòng Tên tại Roma năm 1625 và thụ phong linh mục năm 1637. Năm 1640, từ Lisboa ông khởi hành đi Viễn Đông truyền giáo. Ông dừng tại Goa, Malacca, Xiêm La và mãi năm 1643 mới cập bến Áo Môn. Vào cuối năm 1646, Marini tới Việt Nam. Ông truyền giáo tại Đàng Ngoài trong 12 năm, chủ yếu ở xứ Đông, cho tới khi chúa Trịnh Tạc trục xuất ông cùng 5 tu sĩ khác vào tháng 7 năm 1658. Chuyến tàu đưa ông về Áo Môn bị đắm gần đảo Hải Nam nên mọi hành lý, kể cả những thủ bản của ông, đều bị mất mát.
Ông làm Hiệu trưởng Đại học Thánh Phaolô của Áo Môn trong một thời gian ngắn rồi vào đầu năm 1659 được cử về Roma để dự Đại Công nghị lần thứ 11 của Dòng Tên họp vào giữa năm 1661. Trong thời gian ở châu Âu, là đại diện của Tỉnh dòng Nhật Bản, Marini vận động vua Bồ Đào Nha và Giáo hoàng ủng hộ công cuộc loan truyền Phúc Âm của Dòng Tên tại Đông Á và Đông Nam Á. Khi đó đang diễn ra tranh luận về những hạn chế trong quy chế Padroado của Bồ Đào Nha cũng như thách thức do sức mạnh hàng hải đang gia tăng của Hà Lan và Anh. Tháng 1 năm 1665, nhờ mối quan hệ bằng hữu với đại sứ Bồ Đào Nha tại London, Marini diện kiến vua Charles II của Anh cùng vương hậu Catherine nhà Braganza. Vương hậu hứa tiến cử ông với vua Afonso VI của Bồ Đào Nha, em trai bà. Marini cũng được sự nâng đỡ của tân Phó vương Ấn Độ João Nunes da Cunha, một người ưu tiên việc truyền giáo lên trên chính trị. Chuyến trở về châu Âu của Marini như vậy thành công với việc ông tuyển chọn được các nhà truyền giáo không phải là người Bồ. Ông cùng với các nhà truyền giáo đó, sáu người Ý và một người Bỉ, nhập đoàn với sáu vị khác người Bồ, rời Lisboa năm 1666.
Marini tới Áo Môn trong năm 1666. Năm 1671, ông đã là Giám Tỉnh Nhật Bản; ngoài ra, ông được Nhiếp chính Pedro II của Bồ Đào Nha chỉ định làm Giám mục Áo Môn nhưng Tòa Thánh không chuẩn nhận. Cũng năm đó, ông nhập với phái đoàn do Phó vương Ấn Độ gửi đi Đàng Ngoài. Con tàu bị đắm gần bờ do bão, không ai thiệt mạng nhưng riêng Marini bị chính quyền Đàng Ngoài bắt giam vì mặc áo tu sĩ. Sau 6 tháng ở tù, ông được thả nhờ sự can thiệp của một bà có thế lực ở kinh thành. Lúc này Đàng Ngoài đã có thêm sự hiện diện của Hội Thừa sai Hải ngoại Paris, và bắt đầu xuất hiện sự cạnh tranh giữa hai hội truyền giáo. Công việc truyền giáo của Dòng Tên tại Đàng Ngoài đã được ủng hộ vào năm 1665 nhưng rồi cả hai bên đều gửi các khiếu nại tới Thánh Bộ Truyền bá Đức Tin. Tranh cãi tạm lắng xuống sau khi chính quyền tống giam Marini lần nữa. Ông bị trục xuất vào tháng 9 năm 1673 và không còn có cơ hội trở lại Đàng Ngoài nữa.
Marini ở Xiêm La hơn 18 tháng rồi về đến Áo Môn tháng 12 năm 1675. Ngoài việc viếng thăm Trung Quốc và Nhật Bản, từ Áo Môn ông tiếp tục viết thư để bảo vệ vai trò của các tu sĩ Dòng Tên cho tới khi qua đời tại đây ngày 17 tháng 7 năm 1682.

## Tác phẩm
- Delle missioni de’ padri della Compagnia di Giesu nella Provincia del Giappone, e particolarmente di quella di Tumkino. Roma 1663.
  - Historia et relatione del Tunchino e del Giappone. Roma 1665.
  - Relation nouvelle et curieuse des Royaumes de Tunquin et de Lao (traduite). Paris 1666.
  - Histoire nouvelle et curieuse des Royaumes de Tunquin et de Lao (traduite). Paris 1666.

Delle missioni de’ padri…  viết bằng tiếng Ý, gồm 5 chương, là tác phẩm quan trọng nhất của Giovanni Filippo de Marini, ghi chép về xã hội, văn hóa và công cuộc truyền giáo tại Đông Ấn và Á Đông. Sách ấn hành lần đầu tại Roma năm 1663 và được tái bản chỉ hai năm sau đó dưới nhan đề mới. Bản dịch chương đầu và chương cuối sang tiếng Pháp được xuất bản tại Paris năm 1666.